# Philip Radice
Philip Radice (Colorado Springs, 6 novembre 1955) è un attore teatrale e regista teatrale statunitense.
Autore e insegnante di discipline teatrali, è fondatore e direttore dell'Atelier Teatro Fisico Philip Radice e P.A.U.T. - Performing Arts University Torino, portando per la prima volta in Italia  una scuola di teatro fisico e un programma completo e personalizzabile per la formazione professionale di arti performative

## Biografia
Nato il 6 novembre 1955 in Colorado a Colorado Springs, ha studiato con C.Caux (ex docente all'École Internationale de Mimodrame de Paris Marcel Marceau di Marcel Marceau), allievo di L.Pitt (San Francisco, California) e della Dell'Arte International School of Physical Theatre (Blue Lake, California).
Si trasferisce a Parigi nel gennaio del 1980 per frequentare la Scuola Internazionale di Teatro Jacques Lecoq di Jacques Lecoq dove si diploma nel 1982 e nel 1984 arriva a Torino, dove si stabilisce. 
Nel 1985 è stato uno dei fondatori della Dizziacs Theatre Company con cui ha fatto diverse tournée in Europa. Nel 1995 ha fondato a Torino la prima scuola artistica di Teatro Fisico, avvalendosi del metodo pedagogico di Jacques Lecoq, l'Atelier Teatro Fisico Philip Radice dove nel 2003 ha istituito la P.A.U.T. - Performing Arts University Torino, la prima università di arti performative, dov'è direttore e anche insegnante, con la quale ha portato per la prima volta in Italia un insegnamento e un'organizzazione formativa e creativa innovativa che si discosta da quello convenzionale proposto dalle accademie e un programma completo e personalizzabile per la formazione professionale nel campo delle arti performative, dando un significativo contributo artistico e culturale.
Ha lavorato come consulente artistico, regista e insegnante in Francia, Spagna, Gran Bretagna, Danimarca, Norvegia, Svizzera, Italia, Stati Uniti con scuole come l'Accademia de Arte Dramatico de Valladolid, la Escuela Teatro Elfo (Madrid), la Mountview Theatre School (Londra), la Statens Teaterogskole (Oslo) e ha studiato e lavorato con rinomati artisti quali Pierre Byland, Jango Edwards, Peter Ercolano, Petru Vutcarau, Antonio Fava, Rafe Chase Archiviato il 10 gennaio 2014 in Internet Archive. e Arturo Brachetti.
Ha pubblicato un manuale per animatori e insegnanti sull'arte del teatro "Improvvisiamo con spontaneità" (Elledici).